# SN 2010if
SN 2010if – supernowa typu Ib odkryta 26 września 2010 roku w galaktyce NGC 7372. W momencie odkrycia miała maksymalną jasność 19,30m.